# Piotr Wyszomirski
Piotr Wyszomirski (født 6. januar 1988), også kaldet Młody, er en polsk håndboldspiller, der i øjeblikket er andenmålmand for Polens landshold i håndbold. Han spiller som førstemålmand i den ungarske klub Csurgói KK, hvor hans kontrakt vil løbe ud i slutningen af denne sæson, men med mulig genskrivning.
Piotr Wyszomirski er født i Warszawa og startede allerede med at spille håndbold i 4. klasse. Efter at have fået potientale flyttede han til Gdańsk, også i Polen, for at gå på den eneste håndboldskole i Polen. Efter at have deltaget i Juniorverdensmesterskaberne i håndbold og efter at have gradueret fra skolen, skrev han en kontrakt med den polske klub Azoty Puławy, hvorefter han er gået videre til klubben Csurgói KK i Csurgó i Ungarn. I øjeblikket spiller han i klubben Pick Szeged, også i Ungarn.

## Tidlige liv
Piotr Wyszomirski blev født den 6. januar 1988 i Polens hovedstad Warszawa. Der opvoksede han og gik i skole, hvor han i 4. klasse begyndte at spille håndbold. I en alder af 10 startede han i hjembyens klub UKS Wilanowia Warszawa, hvor han i denne ville spille frem til 2004. I 2004 flyttede han så til Gdańsk for at gå på Polens eneste håndboldakademi ved navn SMS ZPRP Gdańsk.
Piotr Wyszomirski var også med med da Polens juniorhåndboldslandshold kom på fjerdeplads efter en sejr til Sverige i bronzekampen i U.18-EM i håndbold i 2006, hvor det blev afholdt i Estland. Wyszomirski var forresten også med ved U.20-EM i håndbold i 2008, som blev afholdt i Rumænien. Her blev det dog kun til en 12.-plads til ham og hans holdkammerater.

## Karriere

### Klubber
Piotr Wyszomirskis klubkarriere begyndte da han graduerede fra SMS ZRPR Gdańsk i 2007. Lige efter hans graduering skrev han nemlig under på en kontrakt med den polske klub KS Azoty Puławy. I 2008 blev han for resten valgt til at være på den polske liga Ekstraklasas all star-hold. I KS Azoty Puławy. stod han som førstemålmand helt frem 2012 hvor han derefter modtog en kontrakt fra den ungarske klub Csurgói KK. Denne kontrakt vil udløbe den 30. juni 2014, men eftersom at Piotr har stået et par ekstraordinære sæsoner i Csurgói KK er der mulighed for en ny kontrakt med klubben. Kontrakten blev dog ikke forlænget og Piotr Wyszomirski flyttede til den anden ungarske klub Pick Szeged.

### Landsholdet
I oktober 2009 fik Piotr Wyszomirski debut på det polske landshold og det er siden blevet til 50 kampe for landsholdet. Af internationale konkurrencer har Piotr stået på mål i EM i 2010 i Østrig, VM i 2011 i Sverige, EM i 2012 i Serbien og EM i 2014 i Danmark. Nævneværdigt en kamp mod Sverige tirsdag den 21. januar 2014 var ekstraordinær for Piotr, der til tider havde en redningsprocent på 70%. Han skriver på Facebook: "Thank God for this game" (Tak Gud for denne kamp). Han er i dag andenmålmand for det polske landshold efter Slawomir Szmal.